# Аджус
А́джус (итал. Aggius) — город в Италии, расположен в регионе Сардиния, подчинён административному центру Сассари.
Население составляет 1457 человека (на 2018), плотность населения составляет 16,88 чел./км². Занимает площадь 86,31 км². Почтовый индекс — 7020. Телефонный код — 079.
Покровителем города считается святая Виктория. Праздник города ежегодно празднуется 14 мая .

## Этимология
1341 годом датируется первое письменное упоминание о городе. Название, предположительно, происходит от греческого aγιος («священный») или латинского agnus («ягнёнок»), что может свидетельствовать о занятиях его местных жителей, а именно овцеводстве. Также существует версия, что топоним произошёл от слова ajus, что в переводе с галлурского означает «без правил или законов» и отображает непокорный и бунтарский характер обитателей поселения. Греческая гипотеза подтверждается тем, что начиная с 1358 году в письменных источниках фигурирует более или менее сохранившаяся форма, Агиос (Agios), от которой в будущем появился сначала Аджиус (Agius), а затем Аджус (Aggius).

## Физико-географическая характеристика

### Локализация
Аджус находится в 5,5 км от Темпьо-Паузании, 46 км от Ольбии, 61 км от Сассари и 187 км от Кальяри.
| Тринита-д’Агульту-э-Виньола | Альенту          | Альенту         |
| Виддальба                   | Nachbargemeinden | Темпьо-Паузания |
| Виддальба                   | Темпьо-Паузания  | Темпьо-Паузания |

## Демография
Динамика населения:

## Администрация коммуны
- Официальный сайт: http://www.aggius.net/